# Lista gatunków roślin objętych ścisłą ochroną w Polsce (2012–2014)
Lista gatunków roślin rosnących dziko objętych ścisłą ochroną gatunkową na terenie Rzeczypospolitej Polskiej w latach 2012-2014.
W okresie tym obowiązywało Rozporządzenie Ministra Środowiska z dnia 20 stycznia 2012 roku w sprawie gatunków dziko występujących roślin objętych ochroną (Dz.U. z 2012 r. poz. 81). Rozporządzenie to utraciło moc z dniem 2 października 2014 r. zgodnie z art. 7 ustawy z dnia 13 lipca 2012 r. o zmianie ustawy o ochronie przyrody oraz niektórych innych ustaw (Dz.U. poz. 985). Zastąpione zostało Rozporządzeniem Ministra Środowiska z dnia 9 października 2014 r. w sprawie ochrony gatunkowej roślin (Dz.U. z 2014 r. poz. 1409), które weszło w życie 17 października 2014 roku.

## BrunatnicePhaeophyceae
| Nazwa polska             | Nazwa naukowa           | Uwagi                   |
| morszczynowate Fucaceae  | morszczynowate Fucaceae | morszczynowate Fucaceae |
| ------------------------ | ----------------------- | ----------------------- |
| morszczyn pęcherzykowaty | Fucus vesiculosus       | –                       |

## KrasnorostyRhodophyta
| Nazwa polska                         | Nazwa naukowa                        | Uwagi                                |
| hildenbrandiowate Hildenbrandtiaceae | hildenbrandiowate Hildenbrandtiaceae | hildenbrandiowate Hildenbrandtiaceae |
| ------------------------------------ | ------------------------------------ | ------------------------------------ |
| hildenbrandia rzeczna                | Hildenbrandtia rivularis             | –                                    |
| widlikowate Furcellariaceae          |                                      |                                      |
| * (widlik zaostrzony)                | Furcellaria fastigiata               | –                                    |

## RamieniceCharophyta
| ramienica bałtycka             | Chara baltica          | – |
| ramienica grzywiasta           | Chara filiformis       | – |
| ramienica szczeciniasta        | Chara strigosa         | – |
| ramienica wielokolczasta       | Chara polyacantha      | – |
| *                              | Chara braunii          | – |
| *                              | Chara canescens        | – |
| * (ramienica zagięta)          | Chara connivens        | – |
| *                              | Chara crassicaulis     | – |
| * (ramienica cienko kolczasta) | Chara tenuispina       | – |
| *                              | Lychnothamnus barbatus | – |
| krynicznik obskubany           | Nitella syncarpa       | – |
| krynicznik smukły              | Nitella gracilis       | – |
| *                              | Nitella batrachosperma | – |
| *                              | Nitella capillaris     | – |
| *                              | Nitella opaca          | – |
| *                              | Nitella tenuissima     | – |
| rozsocha morska                | Tolypella nidifica     | – |
| *                              | Tolypella glomerata    | – |
| *                              | Tolypella intricata    | – |
| *                              | Tolypella prolifera    | – |

## WątrobowceMarchantiophyta
| Nazwa polska                                                        | Nazwa naukowa              | Uwagi                   |                         |
| beznerwowate Aneuraceae                                             | beznerwowate Aneuraceae    | beznerwowate Aneuraceae | beznerwowate Aneuraceae |
| ------------------------------------------------------------------- | -------------------------- | ----------------------- | ----------------------- |
| lśniątka zakrzywiona                                                | Riccardia incurvata        | –                       |                         |
| lśniątka zatokowa                                                   | Riccardia chamedryfolia    | –                       |                         |
| czubkowate Lophoziaceae                                             |                            |                         |                         |
| czubek delikatny                                                    | Lophozia laxa              | –                       |                         |
| czubek główkowaty                                                   | Lophozia capitata          | –                       |                         |
| czubek Ruthego                                                      | Lophozia rutheana          | –                       |                         |
| sznurnik falistolistny                                              | Jamesoniella undulifolia   | –                       |                         |
| wieloklap Kunzego                                                   | Barbilophozia kunzeana     | –                       |                         |
| zgiętolist nadrzewny                                                | Anastrophyllum hellerianum | –                       |                         |
| głowiakowate Cephaloziaceae                                         |                            |                         |                         |
| bagniczka drobna                                                    | Cladopodiella francisci    | –                       |                         |
| bagniczka pływająca                                                 | Cladopodiella fluitans     | –                       |                         |
| głowiak łańcuszkowaty                                               | Cephalozia catenulata      | –                       |                         |
| natorfek nagi                                                       | Odontoschisma denudatum    | –                       |                         |
| natorfek torfowcowy                                                 | Odontoschisma sphagni      | –                       |                         |
| nowellia krzywolistna                                               | Nowellia curvifolia        | –                       |                         |
| jednoczepkowate Haplomitriaceae                                     |                            |                         |                         |
| jednoczepek Hookera                                                 | Haplomitrium hookeri       | –                       |                         |
| manniowate Aytoniaceae (w rozporządzeniu grimaldiowate Aytoniaceae) |                            |                         |                         |
| gwiaździanka workowata                                              | Asterella saccata          | Wymaga ochrony czynnej. |                         |
| mannia pachnąca                                                     | Mannia fragrans            | Wymaga ochrony czynnej. |                         |
| ostroczepkowate Oxymitraceae                                        |                            |                         |                         |
| ostroczepek łuskowaty                                               | Oxymitra incrassata        | –                       |                         |
| pallawiciniowate Pallaviciniaceae                                   |                            |                         |                         |
| merkia irlandzka                                                    | Moerckia hibernica         | –                       |                         |
| pallawicinia Lyella                                                 | Pallavicinia lyellii       | –                       |                         |
| płożykowate Geocalycaceae                                           |                            |                         |                         |
| płożyk wonny                                                        | Geocalyx graveolens        | –                       |                         |
| skapankowate Scapaniaceae                                           |                            |                         |                         |
| skapanka błotna                                                     | Scapania paludicola        | –                       |                         |
| wgłębkowate Ricciaceae                                              |                            |                         |                         |
| wgłębka Hübenera                                                    | Riccia huebeneriana        | –                       |                         |
| wgłębka rzęsista                                                    | Riccia ciliifera           | Wymaga ochrony czynnej. |                         |
| wgłębka szara                                                       | Riccia trichocarpa         | –                       |                         |

## MchyBryophyta
| Nazwa polska                                                          | Nazwa naukowa                  | Uwagi |
| bezlistowate Buxbaumiaceae                                            | bezlistowate Buxbaumiaceae     | bezlistowate Buxbaumiaceae                                                                                            |
| --------------------------------------------------------------------- | ------------------------------ | --- |
| bezlist okrywowy                                                      | Buxbaumia viridis              | – |
| białozębowate Leucodontaceae                                          |                                | |
| jeżolist zwyczajny                                                    | Antitrichia curtipendula       | – |
| błotniszkowate Helodiaceae                                            |                                | |
| błotniszek wełnisty                                                   | Helodium blandowii             | – |
| merzykowate Mniaceae (w rozporządzeniu: drabinowcowate Cinclidiaceae) |                                | |
| drabinowiec mroczny                                                   | Cinclidium stygium             | – |
| drobniaczkowate Seligeriaceae                                         |                                | |
| drobniaczek łukowaty                                                  | Seligeria campylopoda          | – |
| drobniaczek rozłożysty                                                | Seligeria patula               | – |
| drobniaczek wapienny                                                  | Seligeria calcarea             | – |
| krótkoząb skalny                                                      | Brachydontium trichodes        | – |
| gajnikowate Hylocomiaceae                                             |                                | |
| gajniczek krótkodzióbkowy                                             | Loeskeobryum brevirostre       | – |
| krótkoszowate Brachytheciaceae                                        |                                | |
| krótkosz namurnikowy                                                  | Brachythecium geheebii         | – |
| szydłosz cienki                                                       | Cirriphyllum tenuicaule        | – |
| krzywoszyjowate Amblystegiaceae                                       |                                | |
| bagiennik widłakowaty                                                 | Pseudocalliergon lycopodioides | – |
| bagiennik żmijowaty                                                   | Pseudocalliergon trifarium     | – |
| błyszcze włoskowate                                                   | Tomentypnum nitens             | – |
| krzywoszyj korzeniowy                                                 | Amblystegium radicale          | – |
| krzywoząb podsadnikowy                                                | Anacamptodon splachnoides      | – |
| mokradłosz wielkolistny                                               | Calliergon megalophyllum       | – |
| mokradłosz Richardsona                                                | Calliergon richardsonii        | – |
| sierpowiec błyszczący                                                 | Drepanocladus vernicosus       | – |
| sierpowiec brudny                                                     | Drepanocladus sordidus         | – |
| sierpowiec jeziorny                                                   | Drepanocladus stagnatus        | – |
| sierpowiec moczarowy                                                  | Drepanocladus sendtneri        | – |
| sierpowiec włosolistny                                                | Drepanocladus capillifolius    | – |
| skorpionowiec brunatny                                                | Scorpidium scorpioides         | – |
| tęposz niski                                                          | Leptodictyum humile            | – |
| warnstorfia włoskolistna                                              | Warnstorfia trichophylla       | – |
| wodnokrzywoszyj rzeczny                                               | Hygroamblystegium fluviatile   | – |
| wodnokrzywoszyj zanurzony                                             | Hygroamblystegium tenax        | – |
| miecherowate Neckeraceae                                              |                                | |
| gładysz paprociowaty                                                  | Homalia trichomanoides         | – |
| krzewik źródliskowy                                                   | Thamnobryum alopecurum         | W rozporządzeniu krzewik źródliskowy Thamnobryum alopecurum umieszczony został w rodzinie krzewikowate Thamnobraceae. |
| miechera                                                              | Neckera                        | Wszystkie gatunki. |
| naleźlinowate Andreaceae                                              |                                | |
| naleźlina                                                             | Andreaea                       | Wszystkie gatunki. |
| nurzypląsowate Cinclidotaceae                                         |                                | |
| nurzypląs czarniawy                                                   | Cinclidotus riparius           | – |
| nurzypląs lancetowaty                                                 | Cinclidotus fontinaloides      | – |
| osadniczkowate Disceliaceae                                           |                                | |
| osadniczek goły                                                       | Discelium nudum                | – |
| parzęchlinowate Meesiaceae                                            |                                | |
| mszar krokiewkowaty                                                   | Paludella squarrosa            | – |
| parzęchlin                                                            | Meesia                         | Wszystkie gatunki. |
| tępoząb białawy                                                       | Amblyodon dealbatus            | – |
| płaskolistowate Hookeriaceae                                          |                                | |
| płaskolist lśniący                                                    | Hookeria lucens                | – |
| płaskomerzykowate Plagiomniaceae                                      |                                | |
| nibyprątnik torfowy                                                   | Pseudobryum cinclidioides      | – |
| płaskomerzyk orzęsiony                                                | Plagiomnium drummondii         | – |
| płoniwowate Pottiaceae                                                |                                | |
| boczeń nastroszony                                                    | Pleurochaete squarrosa         | – |
| brodek Randa                                                          | Tortula randii                 | – |
| brodek zwisły                                                         | Tortula cernua                 | – |
| kędzierzawka krucha                                                   | Tortella fragilis              | – |
| kędzierzawka żółtozielona                                             | Tortella flavovirens           | – |
| pędzliczek brodawkowaty                                               | Syntrichia papillosa           | – |
| pędzliczek chiński                                                    | Syntrichia sinensis            | – |
| pędzliczek gładkowłoskowy                                             | Syntrichia laevipila           | – |
| pędzliczek szerokolistny                                              | Syntrichia latifolia           | – |
| pędzliczek zielonawy                                                  | Syntrichia virescens           | – |
| ślimakobrzeżek lessowy                                                | Hilpertia velenovskyi          | – |
| podsadnikowate Splachnaceae                                           |                                | |
| długoszyj piłkowany                                                   | Tayloria serrata               | – |
| podsadnik kulisty                                                     | Splachnum sphaericum           | – |
| podsadnik pęcherzykowaty                                              | Splachnum ampullaceum          | – |
| prątnikowate Bryaceae                                                 |                                | |
| prątnik brandenburski                                                 | Bryum neodamense               | – |
| prątnik jajowaty                                                      | Bryum subneodamense            | – |
| prątnik meklemburski                                                  | Bryum warneum                  | – |
| prątnik nadobny                                                       | Bryum calophyllum              | – |
| prątnik okrągłolistny                                                 | Bryum cyclophyllum             | – |
| prątnik solniskowy                                                    | Bryum salinum                  | – |
| prątnik zbiegający                                                    | Bryum weigelii                 | – |
| rokietowate Hypnaceae                                                 |                                | |
| rokiet łąkowy                                                         | Hypnum pratense                | – |
| rokiet Sautera                                                        | Hypnum sauteri                 | – |
| skrętkowate Funariaceae                                               |                                | |
| bezrąbek czterokanciasty                                              | Pyramidula tetragona           | – |
| skrzydlikowate Fissidentaceae                                         |                                | |
| skrzydlik długoszowaty                                                | Fissidens osmundoides          | – |
| skrzydlik studziennik                                                 | Fissidens fontanus)            | – |
| skrzydlik tęgoszczecinowy                                             | Fissidens crassipes            | – |
| strzechwowate Grimmiaceae                                             |                                | |
| rozłupek brunatny                                                     | Schistidium brunnescens        | – |
| rozłupek czarniawy                                                    | Schistidium atrofuscum         | – |
| rozłupek wiotki                                                       | Schistidium flaccidum          | – |
| rozłupek włoskoząb                                                    | Schistidium trichodon          | – |
| siatkoząb darniowy                                                    | Coscinodon cribrosus           | – |
| strzechewka bruzdowana                                                | Orthogrimmia sessitana         | – |
| strzechewka darniowa                                                  | Orthogrimmia caespiticia       | – |
| strzechwa bezząb                                                      | Grimmia anodon                 | – |
| strzechwa włosista                                                    | Grimmia crinita                | – |
| strzechwowiec okrągły                                                 | Dryptodon orbicularis          | – |
| strzechwowiec zwodniczy                                               | Dryptodon decipiens            | – |
| szmotłochowate Bartramiaceae                                          |                                | |
| bagnik                                                                | Philonotis                     | Wszystkie gatunki z wyjątkiem: bagnik zdrojowy (Philonotis fontana).                                                  |
| szurpkowate Orthotrichaceae                                           |                                | |
| nastroszek                                                            | Ulota                          | Wszystkie gatunki. |
| szurpek bezzębny                                                      | Orthotrichum gymnostomum       | – |
| szurpek delikatny                                                     | Orthotrichum tenellum          | – |
| szurpek drobny                                                        | Orthotrichum microcarpum       | – |
| szurpek porosły                                                       | Orthotrichum lyellii           | – |
| szurpek Rogera                                                        | Orthotrichum rogeri            | – |
| szurpek słoikowaty                                                    | Orthotrichum urnigerum         | – |
| szurpek skalny                                                        | Orthotrichum rupestre          | – |
| szurpek szwedzki                                                      | Orthotrichum scanicum          | – |
| zrostniczek zielony                                                   | Zygodon viridissimus           | – |
| zrostniczek wysmukły                                                  | Zygodon gracilis               | – |
| torfowcowate Sphagnaceae                                              |                                | |
| torfowiec                                                             | Sphagnum                       | Wszystkie gatunki z wyjątkiem: torfowca kończystego (Sphagnum fallax), torfowca nastroszonego (Sphagnum squarrosum).  |
| tujowcowate Thuidiaceae                                               |                                | |
| tujnik maleńki                                                        | Cyrto-hypnum minutulum         | – |
| trzęślikowate Timmiaceae                                              |                                | |
| trzęsiec meklemburski                                                 | Timmia megapolitana            | – |
| widłozębowate Dicranaceae                                             |                                | |
| krzywoszczeć pogięta                                                  | Campylopus flexuosus           | – |
| krzywoszczeć Schimpera                                                | Campylopus schimperi           | – |
| krzywoszczeć torfowa                                                  | Campylopus pyriformis          | – |
| różnoząb delikatny                                                    | Cynodontium tenellum           | – |
| różnoząb smukły                                                       | Cynodontium gracilescens       | – |
| różnoząb zwodniczy                                                    | Cynodontium fallax             | – |
| skrobak rozłupany                                                     | Cnestrum schistii              | – |
| widłoząb Bergera                                                      | Dicranum undulatum             | – |
| widłoząb błotny                                                       | Dicranum bonjeanii             | – |
| widłoząb płowy                                                        | Dicranum fulvum                | – |
| widłoząb sudecki                                                      | Dicranum sendtneri             | – |
| widłoząb zielony                                                      | Dicranum viride                | – |
| zwiesiniec szorstki                                                   | Dicranodontium asperulum       | – |
| zdrojkowate Fontinalaceae                                             |                                | |
| moczara (żaglik) sierpowata                                           | Dichelyma falcatum             | – |
| moczara (żaglik) włoskowata                                           | Dichelyma capillaceum          | – |
| zdrojek łuseczkowaty                                                  | Fontinalis squamosa            | – |
| zdrojek rokietowaty                                                   | Fontinalis hypnoides           | – |
| zdrojek szwedzki                                                      | Fontinalis dalecarlica         | – |
| zwiślikowate Anomodontaceae                                           |                                | |
| zwiślik                                                               | Anomodon                       | Wszystkie gatunki. |

## PaprotnikiPolypodiophyta
| Nazwa polska                    | Nazwa naukowa                                       | Uwagi |
| długoszowate Osmundaceae        | długoszowate Osmundaceae                            | długoszowate Osmundaceae |
| ------------------------------- | --------------------------------------------------- | --- |
| długosz królewski               | Osmunda regalis                                     | – |
| języcznikowate Blechnaceae      |                                                     | |
| podrzeń żebrowiec               | Blechnum spicant                                    | – |
| marsyliowate Marsileaceae       |                                                     | |
| gałuszka kulecznica             | Pilularia globulifera                               | Wymaga ochrony czynnej. Nie stosuje się określonych w § 7 rozporządzenia odstępstw od zakazów.                                                                            |
| marsylia czterolistna           | Marsilea quadrifolia                                | Wymaga ochrony czynnej. Nie stosuje się określonych w § 7 rozporządzenia odstępstw od zakazów.                                                                            |
| nasięźrzałowate Ophioglossaceae |                                                     | |
| podejźrzon                      | Botrychium                                          | Wszystkie gatunki wymagają ochrony czynnej. Wobec gatunku podejźrzon pojedynczy Botrychium simplex nie stosuje się określonych w § 7 rozporządzenia odstępstw od zakazów. |
| nasięźrzał pospolity            | Ophioglossum vulgatum                               | Wymaga ochrony czynnej. |
| paprotkowate Polypodiaceae      |                                                     | |
| paprotka zwyczajna              | Polypodium vulgare                                  | – |
| paprotnikowate Aspidiaceae      |                                                     | |
| paprotnik                       | Polystichum                                         | Wszystkie gatunki. |
| poryblinowate Isoetaceae        |                                                     | |
| poryblin kolczasty              | Isoëtes echinospora                                 | Nie stosuje się określonych w § 7 rozporządzenia odstępstw od zakazów. |
| poryblin jeziorny               | Isoëtes lacustris                                   | Wymaga ustalenia strefy ochrony stanowiska obejmującej cały zbiornik wodny, w którym występuje.                                                                           |
| salwiniowate Salviniaceae       |                                                     | |
| salwinia pływająca              | Salvinia natans                                     | – |
| skrzypowate Equisetaceae        |                                                     | |
| skrzyp olbrzymi                 | Equisetum telmateia                                 | – |
| skrzyp pstry                    | Equisetum variegatum                                | – |
| widliczkowate Selaginellaceae   |                                                     | |
| widliczka                       | Selaginella                                         | Wszystkie gatunki. |
| widłakowate Lycopodiaceae       |                                                     | |
| Wszystkie gatunki.              |                                                     | |
| wietlicowate Athyriaceae        |                                                     | |
| pióropusznik strusi             | Matteuccia struthiopteris, Matteucia struthiopteris | – |
| rozrzutka brunatna              | Woodsia ilvensis                                    | Wymaga ochrony czynnej. |
| zanokcicowate Aspleniaceae      |                                                     | |
| języcznik zwyczajny             | Phyllitis scolopendrium                             | – |
| zanokcica serpentynowa          | Asplenium adulterinum                               | Wymaga ustalenia strefy ochrony w promieniu 30 m od granic stanowiska. |
| zanokcica ciemna                | Asplenium adiantum-nigrum                           | Wymaga ustalenia strefy ochrony w promieniu 30 m od granic stanowiska. |
| zanokcica klinowata             | Asplenium cuneifolium                               | Wymaga ustalenia strefy ochrony w promieniu 30 m od granic stanowiska. |
| zmienkowate Cryptogrammaceae    |                                                     | |
| zmienka górska                  | Cryptogramma crispa                                 | – |
| rozpłochowate Hymenophyllaceae  |                                                     | |
| włosocień cienisty              | Trichomanes speciosum                               | Wymaga ustalenia strefy ochrony w promieniu 100 m od granic stanowiska.                                                                                                   |

## Rośliny nasienneSpermatophyta
| Nazwa polska                                                                | Nazwa naukowa                             | Uwagi |   |
| amarylkowate Amaryllidaceae                                                 | amarylkowate Amaryllidaceae               | amarylkowate Amaryllidaceae |   |
| --------------------------------------------------------------------------- | ----------------------------------------- | --- | - |
| śnieżyczka przebiśnieg                                                      | Galanthus nivalis                         | – |   |
| śnieżyca wiosenna                                                           | Leucoium vernum                           | – |   |
| babkowate Plantaginaceae                                                    |                                           | |   |
| babka nadmorska                                                             | Plantago maritima                         | Wymaga ochrony czynnej. |   |
| babka pierzasta                                                             | Plantago coronopus                        | Wymaga ochrony czynnej. |   |
| brzeżyca jednokwiatowa                                                      | Littorella uniflora                       | – |   |
| bagnicowate Scheuchzeriaceae                                                |                                           | |   |
| bagnica torfowa                                                             | Scheuchzeria palustris                    | – |   |
| selerowate Apiaceae (w rozporządzeniu baldaszkowate Apiaceae)               |                                           | |   |
| cieszynianka wiosenna                                                       | Hacquetia epipactis                       | – |   |
| dzięgiel litwor                                                             | Archangelica officinalis                  | – |   |
| mikołajek nadmorski                                                         | Eryngium maritimum                        | – |   |
| selery (pęczyna) błotne                                                     | Apium repens                              | Nie stosuje się określonych w § 7 rozporządzenia odstępstw od zakazów. Wymaga ochrony czynnej. |   |
| selery węzłobaldachowe                                                      | Apium nodiflorum                          | Nie stosuje się określonych w § 7 rozporządzenia odstępstw od zakazów. |   |
| starodub łąkowy                                                             | Ostericum palustre, Angelica palustris    | Nie stosuje się określonych w § 7 rozporządzenia odstępstw od zakazów. Wymaga ochrony czynnej. |   |
| bobrkowate Menyanthaceae                                                    |                                           | |   |
| grzybieńczyk wodny                                                          | Nymphoides peltata                        | – |   |
| brzozowate Betulaceae                                                       |                                           | |   |
| brzoza karłowata                                                            | Betula nana                               | – |   |
| brzoza niska                                                                | Betula humilis                            | Wymaga ochrony czynnej. |   |
| brzoza ojcowska                                                             | Betula oycoviensis (Betula x oycoviensis) | Wymaga ochrony czynnej. |   |
| cisowate Taxaceae                                                           |                                           | |   |
| cis pospolity                                                               | Taxus baccata                             | – |   |
| dymnicowate Fumariaceae                                                     |                                           | |   |
| kokorycz drobna                                                             | Corydalis pumila                          | – |   |
| dziurawcowate Hypericaceae                                                  |                                           | |   |
| dziurawiec nadobny                                                          | Hypericum pulchrum                        | – |   |
| dziurawiec wytworny                                                         | Hypericum elegans                         | Nie stosuje się określonych w § 7 rozporządzenia odstępstw od zakazów. Wymaga ochrony czynnej. |   |
| dzwonkowate Campanulaceae                                                   |                                           | |   |
| dzwonecznik wonny                                                           | Adenophora lilifolia                      | Nie stosuje się określonych w § 7 rozporządzenia odstępstw od zakazów. Wymaga ochrony czynnej. |   |
| dzwonek boloński                                                            | Campanula bononiensis                     | Wymaga ochrony czynnej. |   |
| dzwonek brodaty                                                             | Campanula barbata                         | – |   |
| dzwonek karkonoski                                                          | Campanula bohemica                        | Nie stosuje się określonych w § 7 rozporządzenia odstępstw od zakazów. |   |
| dzwonek piłkowany (dzwonek lancetowaty)                                     | Campanula serrata                         | Nie stosuje się określonych w § 7 rozporządzenia odstępstw od zakazów. |   |
| dzwonek szerokolistny                                                       | Campanula latifolia                       | – |   |
| dzwonek syberyjski                                                          | Campanula sibirica                        | Wymaga ochrony czynnej. |   |
| zerwa kulista (zerwa główkowata)                                            | Phyteuma orbiculare                       | – |   |
| fiołkowate Violaceae                                                        |                                           | |   |
| fiołek bagienny                                                             | Viola uliginosa                           | – |   |
| fiołek mokradłowy                                                           | Viola stagnina                            | Wymaga ochrony czynnej. |   |
| fiołek torfowy                                                              | Viola epipsila                            | – |   |
| goryczkowate Gentianaceae                                                   |                                           | |   |
| centuria                                                                    | Centaurium                                | Wszystkie gatunki. |   |
| goryczka                                                                    | Gentiana                                  | Wszystkie gatunki. Czynnej ochrony wymagają: goryczka krzyżowa Gentiana cruciata, goryczka wąskolistna Gentiana pneumonanthe. |   |
| goryczuszka                                                                 | Gentianella                               | Wszystkie gatunki. Czynnej ochrony wymagają: goryczuszka bałtycka Gentianella baltica, goryczuszka błotna Gentianella uliginosa, goryczuszka czeska Gentianella bohemica, goryczuszka polna Gentianella campestris, goryczuszka Wettsteina Gentianella germanica. Wobec goryczuszki czeskiej Gentianella bohemica nie stosuje się określonych w § 7 rozporządzenia odstępstw od zakazów. |   |
| niebielistka trwała (swercja trwała)                                        | Swertia perennis                          | Wymaga ochrony czynnej. |   |
| goździkowate Caryophyllaceae                                                |                                           | |   |
| goździk kosmaty                                                             | Dianthus armeria                          | Wymaga ochrony czynnej. |   |
| goździk lodowcowy                                                           | Dianthus glacialis                        | – |   |
| goździk lśniący                                                             | Dianthus nitidus                          | Nie stosuje się określonych w § 7 rozporządzenia odstępstw od zakazów. |   |
| goździk okazały                                                             | Dianthus speciosus                        | – |   |
| goździk piaskowy                                                            | Dianthus arenarius                        | – |   |
| goździk postrzępiony                                                        | Dianthus plumarius                        | – |   |
| goździk pyszny                                                              | Dianthus superbus                         | Wymaga ochrony czynnej. |   |
| goździk siny                                                                | Dianthus gratianopolitanus                | Wymaga ochrony czynnej. |   |
| goździk skupiony                                                            | Dianthus compactus                        | – |   |
| lepnica litewska                                                            | Silene lithuanica                         | – |   |
| łyszczec wiechowaty (gipsówka wiechowata)                                   | Gypsophila paniculata                     | – |   |
| nadbrzeżyca nadrzeczna                                                      | Corrigiola litoralis                      | Wymaga ochrony czynnej. |   |
| gruboszowate Crassulaceae                                                   |                                           | |   |
| rojnik górski                                                               | Sempervivum montanum                      | – |   |
| rojownik pospolity (rojnik pospolity)                                       | Jovibarba sobolifera                      | – |   |
| rojownik włochaty (rojnik włochaty)                                         | Jovibarba hirta                           | – |   |
| grzybieniowate Nymphaeaceae                                                 |                                           | |   |
| grążel drobny                                                               | Nuphar pumila                             | – |   |
| grzybienie północne                                                         | Nymphaea candida                          | – |   |
| jaskrowate Ranunculaceae                                                    |                                           | |   |
| ciemiernik czerwonawy                                                       | Helleborus purpurascens                   | – |   |
| jaskier iliryjski (jaskier illiryjski)                                      | Ranunculus illyricus                      | Nie stosuje się określonych w § 7 rozporządzenia odstępstw od zakazów. Wymaga ochrony czynnej. |   |
| miłek wiosenny                                                              | Adonis vernalis                           | Wymaga ochrony czynnej. |   |
| orlik pospolity                                                             | Aquilegia vulgaris                        | – |   |
| pełnik                                                                      | Trollius                                  | Wszystkie gatunki. Wymagają ochrony czynnej. |   |
| pluskwica europejska (pluskwica cuchnąca)                                   | Cimicifuga europaea                       | – |   |
| powojnik prosty                                                             | Clematis recta                            | – |   |
| przylaszczka pospolita                                                      | Hepatica nobilis                          | – |   |
| sasanka alpejska                                                            | Pulsatilla alba                           | – |   |
| sasanka łąkowa                                                              | Pulsatilla pratensis                      | Wymaga ochrony czynnej. |   |
| sasanka otwarta                                                             | Pulsatilla patens                         | Nie stosuje się określonych w § 7 rozporządzenia odstępstw od zakazów. Wymaga ochrony czynnej. |   |
| sasanka słowacka                                                            | Pulsatilla slavica                        | Nie stosuje się określonych w § 7 rozporządzenia odstępstw od zakazów. Wymaga ochrony czynnej. |   |
| sasanka wiosenna                                                            | Pulsatilla vernalis                       | Wymaga ochrony czynnej. |   |
| sasanka zwyczajna                                                           | Pulsatilla vulgaris                       | Nie stosuje się określonych w § 7 rozporządzenia odstępstw od zakazów. Wymaga ochrony czynnej. |   |
| tojad                                                                       | Aconitum                                  | Wszystkie gatunki. Wobec tojadu morawskiego Aconitum firmum ssp. moravicum nie stosuje się określonych w § 7 rozporządzenia odstępstw od zakazów. |   |
| włosienicznik (jaskier)                                                     | Batrachium                                | Wszystkie gatunki z wyjątkiem: włosienicznik krążkolistny Batrachium circinatum. |   |
| zawilec narcyzowaty (zawilec narcyzowy)                                     | Anemone narcissifolia                     | – |   |
| zawilec wielkokwiatowy (zawilec leśny)                                      | Anemone sylvestris                        | Wymaga ochrony czynnej. |   |
| jezierzowate Najadaceae                                                     |                                           | |   |
| jezierza giętka                                                             | Najas flexilis                            | Nie stosuje się określonych w § 7 rozporządzenia odstępstw od zakazów. Wymaga ochrony czynnej. |   |
| jezierza mniejsza                                                           | Najas minor                               | – |   |
| kłokoczkowate Staphyleaceae                                                 |                                           | |   |
| kłokoczka południowa                                                        | Staphylea pinnata                         | – |   |
| komosowate Chenopodiaceae                                                   |                                           | |   |
| soliród (solirodek) zielny                                                  | Salicornia europaea                       | Wymaga ochrony czynnej. |   |
| kosaćcowate Iridaceae                                                       |                                           | |   |
| kosaciec bezlistny                                                          | Iris aphylla                              | Wymaga ochrony czynnej. |   |
| kosaciec syberyjski                                                         | Iris sibirica                             | Wymaga ochrony czynnej. |   |
| mieczyk błotny                                                              | Gladiolus paluster                        | Nie stosuje się określonych w § 7 rozporządzenia odstępstw od zakazów. Wymaga ochrony czynnej. |   |
| mieczyk dachówkowaty                                                        | Gladiolus imbricatus                      | Wymaga ochrony czynnej. |   |
| szafran spiski                                                              | Crocus scepusiensis                       | Wymaga ochrony czynnej. |   |
| kotewkowate Trapaceae                                                       |                                           | |   |
| kotewka orzech wodny                                                        | Trapa natans                              | Nie stosuje się określonych w § 7 rozporządzenia odstępstw od zakazów. Wymaga ochrony czynnej. |   |
| kapustowate Brassicaceae (w rozporządzeniu krzyżowe Cruciferae)             |                                           | |   |
| pszonak pieniński                                                           | Erysimum pieninicum                       | Nie stosuje się określonych w § 7 rozporządzenia odstępstw od zakazów. Wymaga ochrony czynnej. |   |
| rukiew                                                                      | Nasturtium                                | Wszystkie gatunki. |   |
| warzucha polska                                                             | Cochlearia polonica                       | Nie stosuje się określonych w § 7 rozporządzenia odstępstw od zakazów. Wymaga ochrony czynnej. |   |
| warzucha tatrzańska                                                         | Cochlearia tatrae                         | Nie stosuje się określonych w § 7 rozporządzenia odstępstw od zakazów. |   |
| liliowate Liliaceae                                                         |                                           | |   |
| cebulica (oszloch) dwulistna                                                | Scilla bifolia                            | – |   |
| ciemiężyca biała                                                            | Veratrum album                            | Wymaga ochrony czynnej. |   |
| ciemiężyca czarna                                                           | Veratrum nigrum                           | Nie stosuje się określonych w § 7 rozporządzenia odstępstw od zakazów. |   |
| ciemiężyca zielona                                                          | Veratrum lobelianum                       | – |   |
| czosnek syberyjski                                                          | Allium sibiricum                          | – |   |
| kosatka kielichowa                                                          | Tofieldia calyculata                      | Wymaga ochrony czynnej. |   |
| liczydło górskie                                                            | Streptopus amplexifolius                  | – |   |
| lilia bulwkowata                                                            | Lilium bulbiferum                         | Wymaga ochrony czynnej. |   |
| lilia złotogłów                                                             | Lilium martagon                           | – |   |
| pajęcznica liliowata                                                        | Anthericum liliago                        | Wymaga ochrony czynnej. |   |
| szachownica kostkowata                                                      | Fritillaria meleagris                     | Nie stosuje się określonych w § 7 rozporządzenia odstępstw od zakazów. Wymaga ochrony czynnej. |   |
| szafirek miękkolistny                                                       | Muscari comosum                           | Wymaga ochrony czynnej. |   |
| śniedek                                                                     | Ornithogalum                              | Wszystkie gatunki, przy czym śniedek cienkolistny Ornithogalum collinum wymaga ochrony czynnej. |   |
| zimowit jesienny                                                            | Colchicum autumnale                       | Wymaga ochrony czynnej. |   |
| lnowate Linaceae                                                            |                                           | |   |
| len austriacki                                                              | Linum austriacum                          | – |   |
| len włochaty                                                                | Linum hirsutum                            | Wymaga ochrony czynnej. |   |
| len złocisty                                                                | Linum flavum                              | Wymaga ochrony czynnej. |   |
| lobeliowate Lobeliaceae                                                     |                                           | |   |
| lobelia jeziorna                                                            | Lobelia dortmanna                         | – |   |
| marzanowate Rubiaceae                                                       |                                           | |   |
| przytulia krakowska                                                         | Galium cracoviense                        | Nie stosuje się określonych w § 7 rozporządzenia odstępstw od zakazów. Wymaga ochrony czynnej. |   |
| przytulia stepowa                                                           | Galium valdepilosum                       | Wymaga ochrony czynnej. |   |
| przytulia sudecka                                                           | Galium sudeticum                          | Nie stosuje się określonych w § 7 rozporządzenia odstępstw od zakazów. |   |
| bobowate Fabaceae (w rozporządzeniu motylkowate Papillionaceae)             |                                           | |   |
| groszek szerokolistny                                                       | Lathyrus latifolius                       | Wymaga ochrony czynnej. |   |
| groszek wielkoprzylistkowy                                                  | Lathyrus pisiformis                       | Wymaga ochrony czynnej. |   |
| groszek wschodniokarpacki                                                   | Lathyrus laevigatus                       | – |   |
| ostrołódka kosmata                                                          | Oxytropis pilosa                          | Wymaga ochrony czynnej. |   |
| szczodrzeniec zmienny                                                       | Chamaecytisus albus                       | Nie stosuje się określonych w § 7 rozporządzenia odstępstw od zakazów. Wymaga ochrony czynnej. |   |
| nadwodnikowate Elatinaceae                                                  |                                           | |   |
| nadwodnik                                                                   | Elatine                                   | Wszystkie gatunki. |   |
| obrazkowate Araceae                                                         |                                           | |   |
| obrazki alpejskie                                                           | Arum alpinum                              | – |   |
| obrazki plamiste                                                            | Arum maculatum                            | – |   |
| oliwnikowate Elaeagnaceae                                                   |                                           | |   |
| rokitnik zwyczajny                                                          | Hippophaë rhamnoides                      | – |   |
| pierwiosnkowate Primulaceae                                                 |                                           | |   |
| cyklamen purpurowy                                                          | Cyclamen purpurascens                     | Nie stosuje się określonych w § 7 rozporządzenia odstępstw od zakazów. |   |
| mlecznik nadmorski                                                          | Glaux maritima                            | Wymaga ochrony czynnej. |   |
| pierwiosnek                                                                 | Primula                                   | Wszystkie gatunki, z wyjątkiem pierwiosnka wyniosłego Primula elatior i pierwiosnka lekarskiego Primula veris. |   |
| zarzyczka górska                                                            | Cortusa matthioli                         | – |   |
| pływaczowate Lentibulariaceae                                               |                                           | |   |
| pływacz                                                                     | Utricularia                               | Wszystkie gatunki. |   |
| tłustosz                                                                    | Pinguicula                                | Wszystkie gatunki. |   |
| zdrojkowate Montiaceae (w rozporządzeniu portulakowate Portulacaceae)       |                                           | |   |
| zdrojek błyszczący                                                          | Montia fontana                            | – |   |
| przewiertniowate Caprifoliaceae                                             |                                           | |   |
| wiciokrzew pomorski (suchokrzew pomorski)                                   | Lonicera periclymenum                     | – |   |
| zimoziół północny (linnea północna)                                         | Linnaea borealis                          | – |   |
| psiankowate Solanaceae                                                      |                                           | |   |
| lulecznica kraińska                                                         | Scopolia carniolica                       | – |   |
| pokrzyk wilcza jagoda                                                       | Atropa belladonna                         | – |   |
| rdestnicowate Potamogetonaceae                                              |                                           | |   |
| rdestniczka (rdestnica) gęsta                                               | Groenlandia densa                         | Nie stosuje się określonych w § 7 rozporządzenia odstępstw od zakazów. Wymaga ochrony czynnej. |   |
| rosiczkowate Droseraceae                                                    |                                           | |   |
| aldrowanda pęcherzykowata                                                   | Aldrovanda vesiculosa                     | Nie stosuje się określonych w § 7 rozporządzenia odstępstw od zakazów. Wymaga ochrony czynnej. |   |
| rosiczka                                                                    | Drosera                                   | Wszystkie gatunki. |   |
| różowate Rosaceae                                                           |                                           | |   |
| jarząb brekinia (brzęk)                                                     | Sorbus torminalis                         | – |   |
| jarząb szwedzki                                                             | Sorbus intermedia                         | – |   |
| malina moroszka                                                             | Rubus chamaemorus                         | – |   |
| parzydło leśne                                                              | Aruncus sylvestris                        | – |   |
| pięciornik śląski                                                           | Potentilla silesiaca                      | Nie stosuje się określonych w § 7 rozporządzenia odstępstw od zakazów. Wymaga ochrony czynnej. |   |
| róża francuska                                                              | Rosa gallica                              | Wymaga ochrony czynnej. |   |
| rzepik szczeciniasty                                                        | Agrimonia pilosa                          | Nie stosuje się określonych w § 7 rozporządzenia odstępstw od zakazów. |   |
| tawuła średnia                                                              | Spiraea media                             | Nie stosuje się określonych w § 7 rozporządzenia odstępstw od zakazów. |   |
| wiśnia karłowata                                                            | Prunus fruticosa (Cerasus fruticosa)      | Wymaga ochrony czynnej. |   |
| rutowate Rutaceae                                                           |                                           | |   |
| dyptam jesionolistny                                                        | Dictamnus albus                           | Nie stosuje się określonych w § 7 rozporządzenia odstępstw od zakazów. |   |
| sandałowcowate Santalaceae                                                  |                                           | |   |
| leniec bezpodkwiatkowy                                                      | Thesium ebracteatum                       | Nie stosuje się określonych w § 7 rozporządzenia odstępstw od zakazów. Wymaga ochrony czynnej. |   |
| skalnicowate Saxifragaceae                                                  |                                           | |   |
| skalnica gronkowa                                                           | Saxifraga paniculata                      | – |   |
| skalnica torfowiskowa                                                       | Saxifraga hirculus                        | Nie stosuje się określonych w § 7 rozporządzenia odstępstw od zakazów. |   |
| sosnowate Pinaceae                                                          |                                           | |   |
| sosna błotna                                                                | Pinus x rhaetica                          | – |   |
| sosna górska (sosna kosa, kosodrzewina, kosodrzew)                          | Pinus mugo                                | – |   |
| sosna limba (limba)                                                         | Pinus cembra                              | – |   |
| storczykowate Orchidaceae                                                   |                                           | |   |
| buławnik                                                                    | Cephalanthera                             | Wszystkie gatunki |   |
| dwulistnik muszy                                                            | Ophrys insectifera                        | Wymaga ochrony czynnej. |   |
| gnieźnik leśny                                                              | Neottia nidus-avis                        | – |   |
| gołek białawy                                                               | Leucorchis albida                         | – |   |
| gółka długoostrogowa                                                        | Gymnadenia conopsea                       | Wymaga ochrony czynnej. |   |
| gółka wonna                                                                 | Gymnadenia odoratissima                   | – |   |
| koślaczek stożkowaty                                                        | Anacamptis pyramidalis                    | Nie stosuje się określonych w § 7 rozporządzenia odstępstw od zakazów. Wymaga ochrony czynnej. |   |
| kręczynka jesienna                                                          | Spiranthes spiralis                       | Nie stosuje się określonych w § 7 rozporządzenia odstępstw od zakazów. Wymaga ochrony czynnej. |   |
| kruszczyk                                                                   | Epipactis                                 | Wszystkie gatunki |   |
| kukuczka kapturkowata                                                       | Neottianthe cucullata                     | Wymaga ustalenia strefy ochrony w promieniu 100 m od granic stanowiska. |   |
| kukułka (stoplamek, storczyk)                                               | Dactylorhiza                              | Wszystkie gatunki. Wymagają ochrony czynnej. |   |
| lipiennik Loesela                                                           | Liparis loeselii                          | Nie stosuje się określonych w § 7 rozporządzenia odstępstw od zakazów. Wymaga ochrony czynnej. |   |
| listera jajowata                                                            | Listera ovata                             | – |   |
| listera sercowata                                                           | Listera cordata                           | – |   |
| miodokwiat krzyżowy                                                         | Herminium monorchis                       | Nie stosuje się określonych w § 7 rozporządzenia odstępstw od zakazów. Wymaga ustalenia strefy ochrony obejmującej całe torfowisko, na którym występuje. | – |
| obuwik pospolity                                                            | Cypripedium calceolus                     | Nie stosuje się określonych w § 7 rozporządzenia odstępstw od zakazów. Wymaga ochrony czynnej. |   |
| ozorka zielona                                                              | Coeloglossum viride                       | Wymaga ochrony czynnej. |   |
| podkolan biały                                                              | Platanthera bifolia                       | – |   |
| podkolan zielonawy                                                          | Platanthera chlorantha                    | – |   |
| potrostek alpejski                                                          | Chamorchis alpina                         | – |   |
| storczyca kulista                                                           | Traunsteinera globosa                     | Wymaga ochrony czynnej. |   |
| storczyk                                                                    | Orchis                                    | Wszystkie gatunki. Wymagają ochrony czynnej. |   |
| storzan bezlistny                                                           | Epipogium aphyllum                        | – |   |
| tajęża jednostronna                                                         | Goodyera repens                           | – |   |
| wątlik błotny                                                               | Hammarbya paludosa                        | – |   |
| wyblin jednolistny                                                          | Malaxis monophyllos                       | – |   |
| żłobik koralowy                                                             | Corallorhiza trifida                      | – |   |
| szczeciowate Dipsacaceae                                                    |                                           | |   |
| czarcikęsik Kluka                                                           | Succisella inflexa                        | Wymaga ochrony czynnej. |   |
| ogórecznikowate Boraginaceae (w rozporządzeniu szorstkolistne Boraginaceae) |                                           | |   |
| żmijowiec czerwony                                                          | Pontechium maculatum (Echium russicum)    | Nie stosuje się określonych w § 7 rozporządzenia odstępstw od zakazów. Wymaga ochrony czynnej. |   |
| wiechlinowate Poaceae (w rozporządzeniu trawy Poaceae)                      |                                           | |   |
| koleantus delikatny                                                         | Coleanthus subtilis                       | Nie stosuje się określonych w § 7 rozporządzenia odstępstw od zakazów. |   |
| kostrzewa ametystowa                                                        | Festuca amethystina                       | – |   |
| ostnica                                                                     | Stipa                                     | Wszystkie gatunki. Wymagają ochrony czynnej. |   |
| perłówka siedmiogrodzka                                                     | Melica transsylvanica                     | – |   |
| wiechlina (wyklina) granitowa                                               | Poa granitica                             | – |   |
| trędownikowate Scrophulariaceae                                             |                                           | |   |
| gnidosz                                                                     | Pedicularis                               | Wszystkie gatunki. W nowszych systematykach rodzaj należy do rodziny zarazowatych Orobanchaceae. Wobec gatunku gnidosz sudecki Pedicularis sudetica nie stosuje się określonych w § 7 rozporządzenia odstępstw od zakazów. |   |
| konitrut błotny                                                             | Gratiola officinalis                      | Wymaga ochrony czynnej. W nowszych systematykach należy do rodziny babkowatych Plantaginaceae. |   |
| lnica wonna                                                                 | Linaria odora (Linaria loeselii)          | Nie stosuje się określonych w § 7 rozporządzenia odstępstw od zakazów. W nowszych systematykach należy do rodziny babkowatych Plantaginaceae. |   |
| lindernia mułowa                                                            | Lindernia procumbens                      | Nie stosuje się określonych w § 7 rozporządzenia odstępstw od zakazów. W nowszych systematykach należy do rodziny linderniowatych Linderniaceae. |   |
| naparstnica zwyczajna                                                       | Digitalis grandiflora                     | W nowszych systematykach należy do rodziny babkowatych Plantaginaceae. |   |
| tocja alpejska (tocja karpacka)                                             | Tozzia alpina (Tozzia carpatica)          | Nie stosuje się określonych w § 7 rozporządzenia odstępstw od zakazów. W nowszych systematykach należy do rodziny zarazowatych Orobanchaceae. |   |
| ciborowate Cyperaceae (w rozporządzeniu turzycowate Cyperaceae)             |                                           | |   |
| kłoć wiechowata                                                             | Cladium mariscus                          | – |   |
| marzyca czarniawa                                                           | Schoenus nigricans                        | – |   |
| marzyca ruda                                                                | Schoenus ferrugineus                      | – |   |
| ponikło kraińskie                                                           | Eleocharis carniolica                     | Nie stosuje się określonych w § 7 rozporządzenia odstępstw od zakazów. |   |
| ponikło wielołodygowe                                                       | Eleocharis multicaulis                    | – |   |
| przygiełka brunatna                                                         | Rhynchospora fusca                        | – |   |
| turzyca bagienna                                                            | Carex limosa                              | – |   |
| turzyca Davalla                                                             | Carex davalliana                          | Wymaga ochrony czynnej. |   |
| turzyca delikatna                                                           | Carex supina                              | – |   |
| turzyca patagońska                                                          | Carex magellanica                         | – |   |
| turzyca pchla                                                               | Carex pulicaris                           | Wymaga ochrony czynnej. |   |
| turzyca rozsunięta                                                          | Carex divulsa                             | – |   |
| turzyca strunowa                                                            | Carex chordorrhiza                        | – |   |
| turzyca życicowa                                                            | Carex loliacea                            | – |   |
| turzyca żytowata                                                            | Carex secalina                            | Wymaga ochrony czynnej. |   |
| wełnianeczka alpejska                                                       | Baeothryon alpinum                        | – |   |
| wełnianeczka darniowa                                                       | Baeothryon caespitosum                    | – |   |
| wełnianka delikatna                                                         | Eriophorum gracile                        | Nie stosuje się określonych w § 7 rozporządzenia odstępstw od zakazów. |   |
| jasnotowate Lamiaceae (w rozporządzeniu wargowe Labiatae)                   |                                           | |   |
| miodownik melisowaty (miodownik wielkokwiatowy)                             | Melittis melissophyllum                   | – |   |
| pszczelnik wąskolistny                                                      | Dracocephalum ruyschiana                  | – |   |
| wawrzynkowate Thymelaeaceae                                                 |                                           | |   |
| wawrzynek główkowy                                                          | Daphne cneorum                            | Nie stosuje się określonych w § 7 rozporządzenia odstępstw od zakazów. Wymaga ochrony czynnej. |   |
| wawrzynek wilczełyko                                                        | Daphne mezereum                           | – |   |
| wielosiłowate Polemoniaceae                                                 |                                           | |   |
| wielosił błękitny                                                           | Polemonium coeruleum                      | Wymaga ochrony czynnej. |   |
| wierzbowate Salicaceae                                                      |                                           | |   |
| wierzba borówkolistna                                                       | Salix myrtilloides                        | Wymaga ochrony czynnej. |   |
| wierzba lapońska                                                            | Salix lapponum                            | Nie stosuje się określonych w § 7 rozporządzenia odstępstw od zakazów. Wymaga ochrony czynnej. |   |
| wilczomleczowate Euphorbiaceae                                              |                                           | |   |
| wilczomlecz pstry (ostromlecz pstry)                                        | Euphorbia epithymoides                    | Wymaga ochrony czynnej. |   |
| woskownicowate Myricaeae (w rozporządzeniu wrześniowate Myricaceae)         |                                           | |   |
| woskownica europejska                                                       | Myrica gale                               | Wymaga ochrony czynnej. |   |
| wrzosowate Ericaceae                                                        |                                           | |   |
| bagno zwyczajne                                                             | Ledum palustre                            | – |   |
| chamedafne północna                                                         | Chamaedaphne calyculata                   | – |   |
| mącznica lekarska                                                           | Arctostaphylos uva-ursi                   | – |   |
| pomocnik baldaszkowy                                                        | Chimaphila umbellata                      | W rozporządzeniu podany z rodziny gruszyczkowatych Pyrolaceae. |   |
| różanecznik żółty                                                           | Rhododendron luteum                       | Nie stosuje się określonych w § 7 rozporządzenia odstępstw od zakazów. Wymaga ochrony czynnej. |   |
| wrzosiec bagienny                                                           | Erica tetralix                            | – |   |
| zarazowate Orobanchaceae                                                    |                                           | |   |
| zaraza                                                                      | Orobanche                                 | Wszystkie gatunki. |   |
| zosterowate Zosteraceae                                                     |                                           | |   |
| zostera morska                                                              | Zostera marina                            | – |   |
| astrowate Asteraceae (w rozporządzeniu złożone Compositae)                  |                                           | |   |
| arnika górska                                                               | Arnica montana                            | Wymaga ochrony czynnej. |   |
| aster gawędka                                                               | Aster amellus                             | – |   |
| aster solny                                                                 | Aster tripolium                           | Wymaga ochrony czynnej. |   |
| chryzantema Zawadzkiego (złocień Zawadzkiego)                               | Dendranthema zawadzkii                    | – |   |
| dziewięćsił bezłodygowy                                                     | Carlina acaulis                           | – |   |
| dziewięćsił popłocholistny                                                  | Carlina onopordifolia                     | Nie stosuje się określonych w § 7 rozporządzenia odstępstw od zakazów. Wymaga ochrony czynnej. |   |
| języczka syberyjska                                                         | Ligularia sibirica                        | Nie stosuje się określonych w § 7 rozporządzenia odstępstw od zakazów. Wymaga ochrony czynnej. |   |
| omieg górski                                                                | Doronicum austriacum                      | – |   |
| ostrożeń pannoński                                                          | Cirsium pannonicum                        | Wymaga ochrony czynnej. |   |
| ożota zwyczajna                                                             | Galatella linosyris (Linosyris vulgaris)  | Wymaga ochrony czynnej. |   |
| sierpik różnolistny                                                         | Serratula lycopifolia                     | Nie stosuje się określonych w § 7 rozporządzenia odstępstw od zakazów. Wymaga ochrony czynnej. |   |
| szarotka alpejska                                                           | Leontopodium alpinum                      | – |   |
| wężymord stepowy                                                            | Scorzonera purpurea                       | Wymaga ochrony czynnej. |   |
| żabieńcowate Alismataceae                                                   |                                           | |   |
| elisma wodna                                                                | Luronium natans                           | Nie stosuje się określonych w § 7 rozporządzenia odstępstw od zakazów. Wymaga ustalenia strefy ochrony obejmującej cały zbiornik wodny, w którym występuje. |   |
| kaldezja dziewięciornikowata                                                | Caldesia parnassifolia                    | Nie stosuje się określonych w § 7 rozporządzenia odstępstw od zakazów. Wymaga ochrony czynnej. |   |